# Józef Padewski

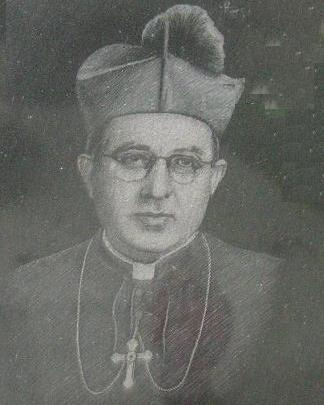
Bischof Józef Padewski

Józef Padewski (* 18. Februar 1894 in Antoniów, Landkreis Lipsko, Woiwodschaft Masowien; † 10. Mai 1951 in Warschau) war Bischof der Polish National Catholic Church (PNCC) in den USA und Kanada und leitete die Missionsarbeit seiner Kirche in Polen.

## Leben
Nach der Gymnasialzeit in Krasnystaw (Woiwodschaft Lublin), emigrierte er 1913 in die USA. In Chicago lernte er die PNCC kennen und trat 1916 in das Priesterseminar der Kirche in Scranton ein. 1919 empfing er durch Bischof Franciszek Hodur (1866–1953) die Priesterweihe.
Im November 1931 traf Padewski in Polen ein, wo er als Mitarbeiter Bischof Leon Grochowskis auf eine Konsolidierung der Kirche in Polen und eine Intensivierung der Verbindungen der Gläubigen und des Klerus der PNCC in Polen mit der Mutterkirche in den USA hinarbeitete. Die Zweite Synode der PNCC in Polen wählte ihn im Juni 1935 zum Bischof. Am 26. August 1936 erfolgte in Scranton die Bischofsweihe.
Ende September 1942 wurde er durch die deutsche Besatzungsmacht inhaftiert. Zunächst wurde er ins Krakauer Montelupich-Gefängnis, dann nach Tittmoning in Oberbayern verbracht. Durch die Vermittlung des Schweizerischen Roten Kreuzes wurde er nach 18 Monaten Haft entlassen und kehrte Ende März 1944 in die USA zurück.

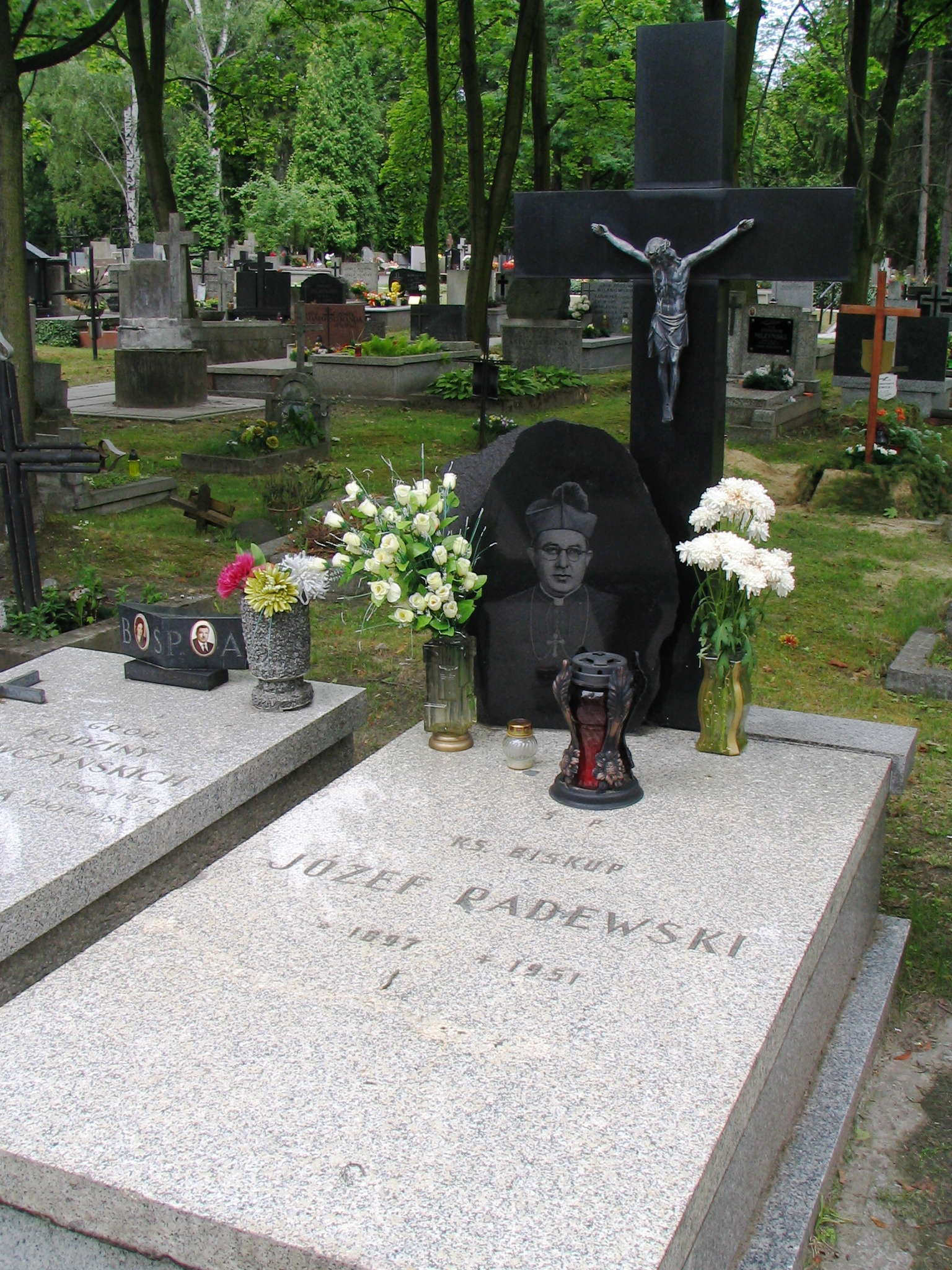
Grab auf dem Powązki-Militärfriedhof

1946 ging Padewski erneut nach Polen, um den Wiederaufbau der Kirche zu unterstützen. In der Phase des stalinistischen Terrors wurde er von den Beamten der Staatssicherheit verhaftet. Er starb am 10. Mai 1951 während der Untersuchungshaft im Gefängnis der Geheimpolizei Ministerstwo Bezpieczeństwa Publicznego in Warschau an den Folgen der erlittenen Misshandlungen. Er ist der einzige Bischof, der in Polen in der Zeit der Herrschaft des Kommunismus seinen Einsatz für die Kirche mit dem Leben bezahlte.